# Meshari

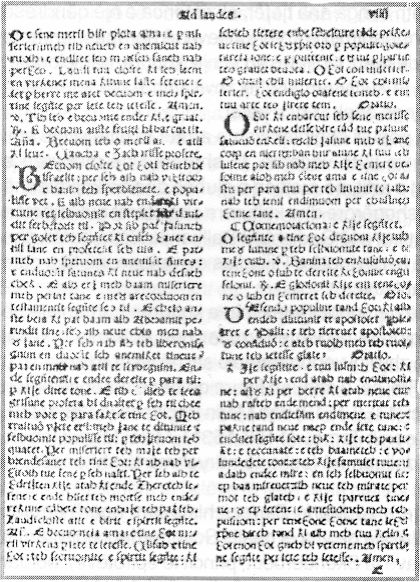
Page du Meshari.

Le Meshari (Missel en albanais) est le premier livre imprimé et publié en albanais, écrit par le prêtre catholique Gjon Buzuku en 1555. Le premier document écrit connu en cette langue est la formule du baptême de l'archevêque de Durrës Pal Engjëlli, rédigée un siècle plus tôt.